# Landgraf I
Landgraf I (1966 - mai 1996) est un étalon demi-sang inscrit au stud-book du Holsteiner, de robe bai foncé, dont l'influence sur les lignées actuelles de chevaux de sport est très importante. Peu populaire au début de sa carrière de reproducteur, Landgraf I le devient grâce à ses capacités en saut d'obstacles.

## Histoire
Il naît en 1966, à l'élevage de Graf von Kielmansegg, en Allemagne. Il est approuvé comme étalon reproducteur dès ses deux ans, en 1968, avec douze autres fils de Ladykiller. D'abord peu populaire en raison de son ascendance Pur-sang, il gagne en popularité après l'édition de 1975 du salon Equitana. Le 10 avril 1996, une cérémonie est organisée en son honneur, pour ses 30 ans. Il meurt un mois plus tard, d'une crise cardiaque. 

## Description
Landgraf I est un étalon demi-sang du stud-book Holsteiner, de robe bai foncé. Il toise 1,70 m. Il se distingue par un énorme chignon sur son encolure, qui est très imposante. Il dispose d'un bon tempérament et d'une excellente qualité de mouvements.

## Origines
Landgraf I est un fils du Pur-sang Ladykiller. Sa mère Warthburg est issue de la célèbre lignée 275 du Holsteiner.

## Descendance et hommages
Il est décrit comme l'un des deux joyaux de l'élevage du cheval Holsteiner moderne. Parmi ses très nombreux petits-fils figurent Cumano, Verdi, Corlandus et Upsilon d'Ocquier.
Visualiser la lignée de Landgraf I sous forme de graphe